# Erithacus
 Erithacus es un género de aves paseriformes perteneciente a la familia Muscicapidae. 

## Especies
Actualmente el género contiene una sola especie:
- Erithacus rubecula (Linnaeus, 1758) — petirrojo europeo.

Anteriormente se incluían dos especies más, que ahora se clasifican en el género Larvivora:
- Erithacus komadori (Temminck, 1835) — ruiseñor de Okinawa;
- Erithacus akahige (Temminck, 1835) — ruiseñor japonés.